# Anne-Caroline Graffe
Anne-Caroline Graffe (Papeete, Polinesia Francesa, 12 de febrero de 1986) es una deportista francesa que compitió en taekwondo.
Participó en los Juegos Olímpicos de Londres 2012, obteniendo una medalla de plata en la categoría de +67 kg. Ganó dos medallas en el Campeonato Mundial de Taekwondo, oro en 2011 y bronce en 2013, y tres medallas en el Campeonato Europeo de Taekwondo entre los años 2008 y 2012.

## Palmarés internacional
| Juegos Olímpicos   | Juegos Olímpicos         | Juegos Olímpicos  | Juegos Olímpicos |
| Año                | Lugar                    | Medalla           | Categoría        |
| ------------------ | ------------------------ | ----------------- | ---------------- |
| 2012               | Londres (Reino Unido)    | Medalla de plata  | +67 kg           |
| Campeonato Mundial |                          |                   |                  |
| Año                | Lugar                    | Medalla           | Categoría        |
| 2011               | Gyeongju (Corea del Sur) | Medalla de oro    | +73 kg           |
| 2013               | Puebla (México)          | Medalla de bronce | +73 kg           |
| Campeonato Europeo |                          |                   |                  |
| Año                | Lugar                    | Medalla           | Categoría        |
| 2008               | Roma (Italia)            | Medalla de bronce | +72 kg           |
| 2010               | San Petersburgo (Rusia)  | Medalla de plata  | +73 kg           |
| 2012               | Mánchester (Reino Unido) | Medalla de oro    | +73 kg           |